# Chariteo
Benet Garret, anomenat "Il Cariteo" (Barcelona, c. 1450 - Nàpols, 1514), fou un humanista i poeta català, que escrigué la seva obra en italià. D'una família noble originària de Tortosa que incloïa també Esteve de Garret, 48è president de la Generalitat de Catalunya, va néixer a Barcelona el 1450 i es va traslladar a Nàpols després d'Alfons el Magnànim entre 1467 i 1468. En la ciutat italiana entrà en contacte amb refinats poetes de l'Accademia Pontaniana, on rebé el sobrenom de "Il Cariteo" que vol dir "fill de les Gràcies" per les seves nombroses dots per a l'oratòria, la literatura i la música. Ocupà diversos càrrecs a la cort de Ferran II de Nàpols, i posteriorment serví Ferran el Catòlic sota el govern de Gonzalo Fernández de Córdoba.
La seva principal obra és el cançoner petrarquista «l'Endimione», format per 214 sonets, 20 cançons, 4 sextines i 5 balades, centrats en l'amor a una dama, però també amb tocs polítics i records nostàlgics de la seva Barcelona natal, que és considerat una de les obres importants de la literatura italiana del Quattrocento.
L'any 2007 es publica l'Endimió retornat, antologia poètica traduïda al català de l'obra de Benet Garret.

## Paper a l'Arcadia
En l’obra de Sannazaro és esmentat com a Chariteo i com a Barcinio. I qualificat de gran músic.